# Jens Overgaard Bjerre
Jens Overgaard Bjerre (født 1948 -17. juli 2014) var en dansk kunstmaler. Han var uddannet fra Frederiksberg Tekniske Skole og fra Roskilde Universitetscenter (cand.comm.). 
Som maler havde han rødder i abstrakt maleri med COBRA som udgangspunkt og i den nutidige tegneseriekunst, som f.eks. tegneseriekunstneren Moebius (Jean Giraud). Hans stil byggede bro mellem de to udtryksformer i moderne maleri. Desuden tolkede han klassiske rocknumre i sin malerkunst. Det var især John Lennons og Beatles' musik, som har inspirerede ham. 

## Ekstern henvisning
Jens Overgaard Bjerres hjemmeside Arkiveret 5. marts 2016 hos  Wayback Machine